# Görögkatolikus temetőkápolna (Makó)

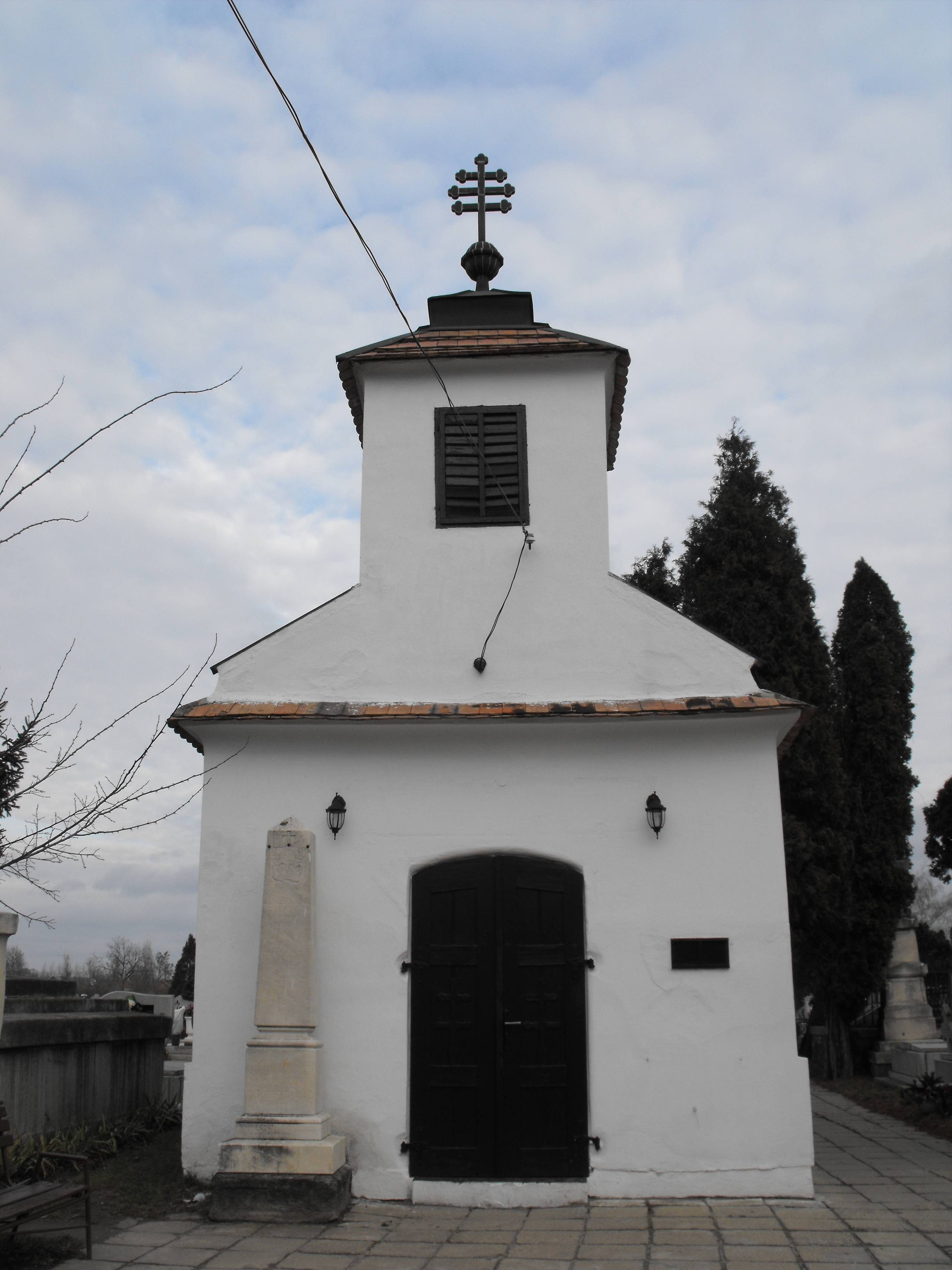
A kápolna

A makói görögkatolikus temetőkápolnát 1847-ben építették klasszicista stílusban; Honvéd városrészben található.
A temető 1777-ben létesült. 1847-ben az egyház Ferenczy Lászlóné Fehérváry Mária hagyatékából kápolnát épített a családi sír fölé. 1847. szeptember 20-án szentelte föl Erdélyi Vazul püspök. A téglafalú, cserépfödeles épület rendkívül puritán, a falazott főpárkányon kívül nem található rajta tagoló elem; ravatalozásra használják. A főhomlokzat cserepezése kétsoros, hódfarkú. A tömzsi torony tetején repedezett repedezett, gúla alakú alacsony sisak található; belsejében 1875 óta körülbelül 50 kilogramm tömegű harang található, amelyet Major János, fia, és feleségeik öntettek. A népies stílusban épült kápolna toronysisakjának csúcsán elhelyezett gömbön eredetileg latin kereszt volt; jelenleg itt nyolc ágú kereszt található. A toronytest oldalain egy-egy  zsalugáteres, egyenes záródású ablak látható. Az eredetileg zsaluzott kétszárnyú ajtó most betétes, nyolcágú kereszt rátéttel. A félköríves apszis oldalain egy-egy vízszintes záródású ablakot helyeztek el; a kápolna alaprajza négyzetes.
Az épület műemléki védettséget élvez; törzsszáma a műemlékjegyzékben 2745.